# NGC 1547
NGC 1547 este o galaxie spirală situată în constelația Eridanul. A fost descoperită în 17 octombrie 1885 de către Francis Leavenworth. Se află la o distanță de 125,31 de megaparseci de Pământ.